# Kevin Willmott
Kevin Willmott (* 31. August 1959) ist ein US-amerikanischer Schauspieler, Filmregisseur, Drehbuchautor und Filmproduzent. Als Mitautor bei dem Film BlacKkKlansman von Spike Lee erhielt Willmot im Rahmen der Oscarverleihung 2019 die Auszeichnung für das beste Drehbuch.

## Leben
Kevin Willmott wurde 1959 geboren, wuchs in Junction City in Kansas auf und besuchte das Marymount College, das er mit dem BA abschloss. Nach seinem Abschluss arbeitete er für einen Bürgerrechtler. Er studierte an der New York University, der Tisch School of the Arts, erhielt mehrere Autorenpreise und erwarb einen Master of Fine Arts.
Mit dem Filmdrama Ninth Street aus dem Jahr 1999 gab Willmott sein Debüt als Regisseur und Drehbuchautor. Im Januar 2004 stellte er im Rahmen des Sundance Film Festivals seine von Kritikern hochgelobten Mockumentary C.S.A.: The Confederate States of America vor, in dem die Südstaaten den Amerikanischen Bürgerkrieg gewonnen haben. 2009 stellte er beim Sundance Film Festival seinen Western The Only Good Indian vor, mit Wes Studi, J. Kenneth Campbell und dem Newcomer Winter Fox Frank in den Hauptrollen.
Mit Spike Lee, für den er als Drehbuchautor der Filme BlacKkKlansman und Da 5 Bloods tätig war, arbeitete Willmott bereits für den Film Chi-Raq aus dem Jahr 2015 zusammen.
Willmott ist derzeit Professor für Medien- und Filmwissenschaft an der University of Kansas.

## Filmografie (Auswahl)
- 2004: C.S.A.: The Confederate States of America
- 2008: Bunker Hill
- 2009: The Only Good Indian
- 2013: Destination Planet Negro
- 2015: Chi-Raq
- 2017: The Profit
- 2018: BlacKkKlansman
- 2020: Da 5 Bloods
- 2020: The 24th

## Auszeichnungen (Auswahl)
Black Reel Award
- 2016: Nominierung in der Kategorie Bestes Drehbuch (Chi-Raq)[3]

Critics’ Choice Movie Award
- 2019: Nominierung für das Beste adaptierte Drehbuch (BlacKkKlansman)[4]

Hollywood Critics Association’s Midseason Award
- 2020: Auszeichnung für das Beste Originaldrehbuch (Da 5 Bloods)[5]

Online Film Critics Society Award
- 2019: Nominierung für das Beste adaptierte Drehbuch (BlacKkKlansman)[6]

Oscar
- 2019: Auszeichnung für das Beste adaptierte Drehbuch (BlacKkKlansman)